# Ubezpieczenie zdrowotne w Polsce
Ubezpieczenie zdrowotne – ubezpieczenie, w którym osobie ubezpieczonej przysługują świadczenia zdrowotne mające na celu zachowanie zdrowia, ochronę przed skutkami chorób oraz leczenie. Wyróżnia się obowiązkowe oraz dobrowolne (prywatne) ubezpieczenie zdrowotne.
Ubezpieczenie zdrowotne jest ściśle powiązane z ubezpieczeniami społecznymi ze względu na zależności pomiędzy obowiązkami i prawami dotyczącymi obu typów ubezpieczeń. Ubezpieczenie zdrowotne nie jest co prawda elementem ubezpieczeń społecznych, ale składkę na nie płacimy do Zakładu Ubezpieczeń Społecznych, który przekazuje ją do Narodowego Funduszu Zdrowia (NFZ), odpowiadającego za finansowanie świadczeń, do których należą m.in. wizyty lekarskie, zabiegi i pobyt w szpitalu, refundacja recept i niektórych środków leczniczych. NFZ nie finansuje wypłaty zasiłków chorobowych i macierzyńskich – są one finansowane z ubezpieczenia chorobowego (jednego z ubezpieczeń społecznych).

## Ubezpieczenia zdrowotne w Polsce

### Obowiązkowe ubezpieczenie zdrowotne
Obowiązkowe ubezpieczenie zdrowotne w Polsce wprowadzone zostało na mocy uchylonej Ustawy o powszechnym ubezpieczeniu zdrowotnym z dnia 6 lutego 1997 r. i jest systemem powszechnym obejmującym większość Polaków. Zgodnie z treścią art. 1a Ustawy ubezpieczenie zdrowotne oparte było w szczególności na zasadach:
1. solidarności społecznej,
2. samorządności,
3. samofinansowania,
4. prawa wolnego wyboru świadczeniodawcy i kasy chorych,
5. zapewnienia równego dostępu do świadczeń,
6. działalności kas chorych nie dla zysku,
7. gospodarności i celowości działania,
8. gwarancji państwa.

Osoby objęte powszechnym ubezpieczeniem, warunki i zakres świadczeń opieki zdrowotnej finansowanej ze środków publicznych określone zostały w Ustawie z dnia 27 sierpnia 2004 r. o świadczeniach opieki zdrowotnej finansowanych ze środków publicznych. Podmiotem odpowiedzialnym za powszechną opiekę zdrowotną w Polsce jest Narodowy Fundusz Zdrowia (NFZ).

### Prywatne ubezpieczenia zdrowotne
Dobrowolne (prywatne) ubezpieczenie zdrowotne to dobrowolnie wykupione ubezpieczenie, w którym ubezpieczony w zamian za wnoszoną składkę ubezpieczeniową otrzymuje bezpłatny lub częściowo refundowany przez zakład ubezpieczeń dostęp do wybranych placówek i określonych usług medycznych w zależności od oferowanego zakresu ubezpieczenia. Wraz z rosnącą popularnością abonamentów medycznych w Polsce ubezpieczyciele rozwijają ofertę ubezpieczeń zdrowotnych w ramach współpracy z prywatnymi placówkami oferującymi usługi medyczne w ramach abonamentów. Według szacunków Polskiej Izby Ubezpieczeń z prywatnych ubezpieczeń zdrowotnych korzystało w Polsce w 2013 roku około 750 tys. osób.
Ubezpieczeń zdrowotnych prywatnych nie należy mylić z dobrowolnym ubezpieczeniem zdrowotnym w rozumieniu Ustawy z dnia 27 sierpnia 2004 r. o świadczeniach opieki zdrowotnej finansowanych ze środków publicznych.
Towarzystwa ubezpieczeniowe wprowadzają także tak zwaną karencję. Jest to okres, w czasie którego nie można skorzystać z ubezpieczenia, pomimo opłacanej składki. Karencje ubezpieczeniowe najczęściej dotyczą najdroższych usług, np. stomatologii czy rehabilitacji, jak również sytuacji życiowych, które wymagają regularnych wizyt u lekarza (np. ciąża).

## Składki na ubezpieczenie zdrowotne
Zasady ustalania podstawy wymiaru składki na ubezpieczenie zdrowotne zależne są od formy opodatkowania osoby prowadzącej działalność gospodarczą, dlatego w inny sposób będzie ona wyliczana dla przedsiębiorców opodatkowanych na zasadach ogólnych (według skali podatkowej oraz podatkiem liniowym), ryczałtem od przychodów ewidencjonowanych, opodatkowanych w formie karty podatkowej oraz w przypadku pozostałych osób prowadzących pozarolniczą działalność.
Przedsiębiorcy opodatkowani na zasadach ogólnych (według skali podatkowej oraz podatkiem liniowym) oraz opodatkowani ryczałtem od przychodów ewidencjonowanych oprócz miesięcznej podstawy wymiaru składki zdrowotnej rozliczają również roczną podstawę wymiaru, która umożliwi rozliczenie składki po zakończeniu danego roku.
Jeśli po rozliczeniu rocznym okaże się, że:
- przedsiębiorca zapłacił wyższe składki zdrowotne niż roczna składka na ubezpieczenie zdrowotne ustalona od rocznej podstawy wymiaru składki zdrowotnej – przedsiębiorca może ubiegać się o zwrot nadpłaty;
- kwota wpłaconych przez przedsiębiorcę składek na ubezpieczenie zdrowotne jest niższa niż roczna składka – przedsiębiorca musi dopłacić różnicę.

W przypadku przedsiębiorców rozliczających się na zasadach ogólnych (według skali podatkowej) lub podatkiem liniowym, jeśli roczna podstawa wymiaru składki będzie niższa niż iloczyn liczby miesięcy w roku, kiedy przedsiębiorca podlegał ubezpieczeniu zdrowotnemu i minimalnego wynagrodzenia, to będzie obowiązywać go minimalna roczna podstawa wymiaru składek.
W przypadku osób rozliczających według 19% stawki liniowej składka zdrowotna wynosi 4,9% dochodu pomniejszonego o składki na ubezpieczenia społeczne. Natomiast w przypadku osób ponoszących np. stratę podatkową, podstawą dla składek na ubezpieczenia zdrowotne będzie kwota minimalnego wynagrodzenia.
Dla przedsiębiorców opodatkowanych ryczałtem od przychodów ewidencjonowanych określone zostały trzy progi obliczania składki zdrowotnej:
| Przychód rocznie           | Wysokość składki zdrowotnej 2022                        |
| -------------------------- | ------------------------------------------------------- |
| Do 60 000 zł               | 319,79 zł – 9% od kwoty 60% przeciętnego wynagrodzenia  |
| Od 60 000 zł do 300 000 zł | 532,98 zł – 9% od kwoty 100% przeciętnego wynagrodzenia |
| Powyżej 300 000 zł         | 959,36 zł – 9% od kwoty 180% przeciętnego wynagrodzenia |

Wysokość składki zdrowotnej dla przedsiębiorców opodatkowanych kartą podatkową, wynosi 9% minimalnego wynagrodzenia.